# Wulfsige (London)
Wulfsige († zwischen 909 und 921) war Bischof von London. Er wurde um 900 zum Bischof geweiht und trat sein Amt in diesem Zeitraum an. Er starb zwischen 909 und 921.